# Ielizaveta Lavróvskaia
Ielizaveta Andréievna Lavróvskaia, rus: Елизавета Андреевна Лавровская (Kaixin, 13 d'octubre de 1845 - Sant Petersburg, 4 de febrer de 1919), fou una mezzosoprano russa.
Aquesta notable cantant estudià amb el mestre italià Fenzi i Niessen-Saloman al Conservatori de Sant Petersburg. Protegida per Rubinstein i la gran duquessa Elena, completà la seva educació musical a l'estranger sota la direcció de Pauline Viardot.
Després de diversos anys d'actuacions amb èxit extraordinari en els principals teatres i sales de concert d'Europa, va contraure matrimoni el 1871 amb el príncep Zerentéiev d'Odessa.
El 1878 cantà per última vegada en el Teatre Imperial de l'Òpera de Sant Petersburg, en el transcurs d'una temporada consagrada totalment als autors russos.